# Uzbequistão nos Jogos Olímpicos de Inverno de 1994
O Uzbequistão participou dos Jogos Olímpicos de Inverno de 1994 em Lillehammer, Noruega. Foi a estreia do país nos Jogos. Ganhou uma medalha de ouro com Lina Cheryazova na categoria esqui estilo livre e terminou na 14ª posição no quadro de medalhas.

## Desempenho

### Patinação artística
| Atletas                           | Evento        | Dança obrigatória 1 | Dança obrigatória 1 | Dança obrigatória 2 | Dança obrigatória 2 | Dança original | Dança original | Dança livre | Dança livre | Total | Total |
| Atletas                           | Evento        | Pts.                | Pos.                | Pts.                | Pos.                | Pts.           | Pos.           | Pts.        | Pos.        | Pts.  | Pos.  |
| --------------------------------- | ------------- | ------------------- | ------------------- | ------------------- | ------------------- | -------------- | -------------- | ----------- | ----------- | ----- | ----- |
| Aliki Sergaadu Yuris Razgulyayev  | Dança no gelo | 2.4                 | 12º                 | 2.4                 | 12º                 | 7.2            | 12º            | 13.0        | 12º         | 25.0  | 13º   |
| Dinara Nurdbayeva Muslim Sattarov | Dança no gelo | 4.2                 | 21º                 | 4.2                 | 21º                 | 12.6           | 21º            | 21.0        | 21º         | 42.0  | 21º   |